# Tzanck-Test

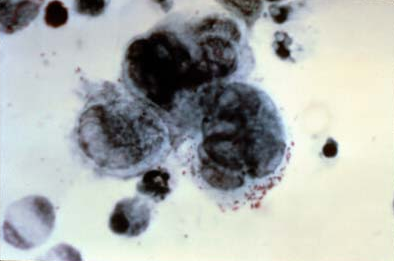
Positiver Tzanck-Test mit mehrkernigen Riesenzellen (Tzanck-Zellen) in der Mitte.

Der Tzanck-Test ist eine zytologische Nachweismethode von akantholytischen Zellen in der Dermatologie. Er ist nach dem französischen Dermatologen Arnault Tzanck (1886–1954) benannt.
Es werden sogenannte Tzanck-Zellen (Riesenzellen, s. Bild) im Blasengrundausstrich nach May-Grünwald-Färbung nachgewiesen. Dabei handelt es sich um miteinander verschmolzene akantholytische Keratinozyten.
Ein positiver Nachweis von Tzanck-Zellen ist ein Hinweis auf:
- Pemphigus vulgaris
- Herpes simplex
- Varizella-Zoster-Virus- und Herpes-Zoster-Infektionen
- Cytomegalievirus-Infektionen